# Priape (boutique)
Priape est une entreprise canadienne privée dont le siège social est à Montréal, au Québec. Priape possédait et exploitait plusieurs magasins de détail spécialisés dans les DVD, les livres, les vêtements, le cuir, les jouets sexuels et d'autres produits attrayants pour le consommateur gai. Aujourd'hui, seule la succursale de Montréal persiste.

## Historique
L'entreprise est fondée à Montréal, (Québec) en 1974 par Robert Duchaîne et Claude Leblanc, initialement au 1111 boulevard De Maisonneuve. Le magasin phare déménage au 1661 rue Sainte-Catherine Est en 1975, puis au 1311 rue Sainte-Catherine Est en 1987,.

### Filiales et entreprises liées
D'autres succursales de Priape ouvrent leurs portes à Toronto (Ontario), en 1998, à Calgary (Alberta), en 2004, et à Vancouver (Colombie-Britannique), en 2005.
En 2001, Bernard Rousseau, alors propriétaire de la chaîne, achète la Librairie L'Androgyne, bien qu'elle ait ensuite été fermée en raison de la baisse des ventes l'année suivante.
La société Priape exploitait également ManWear, qui concevait et vendait des t-shirts, des débardeurs, des jeans et des accessoires pour hommes. Priape était par ailleurs un petit investisseur dans Maleflixxx Television, une chaîne câblée canadienne par abonnement proposant des émissions pornographiques gaies.

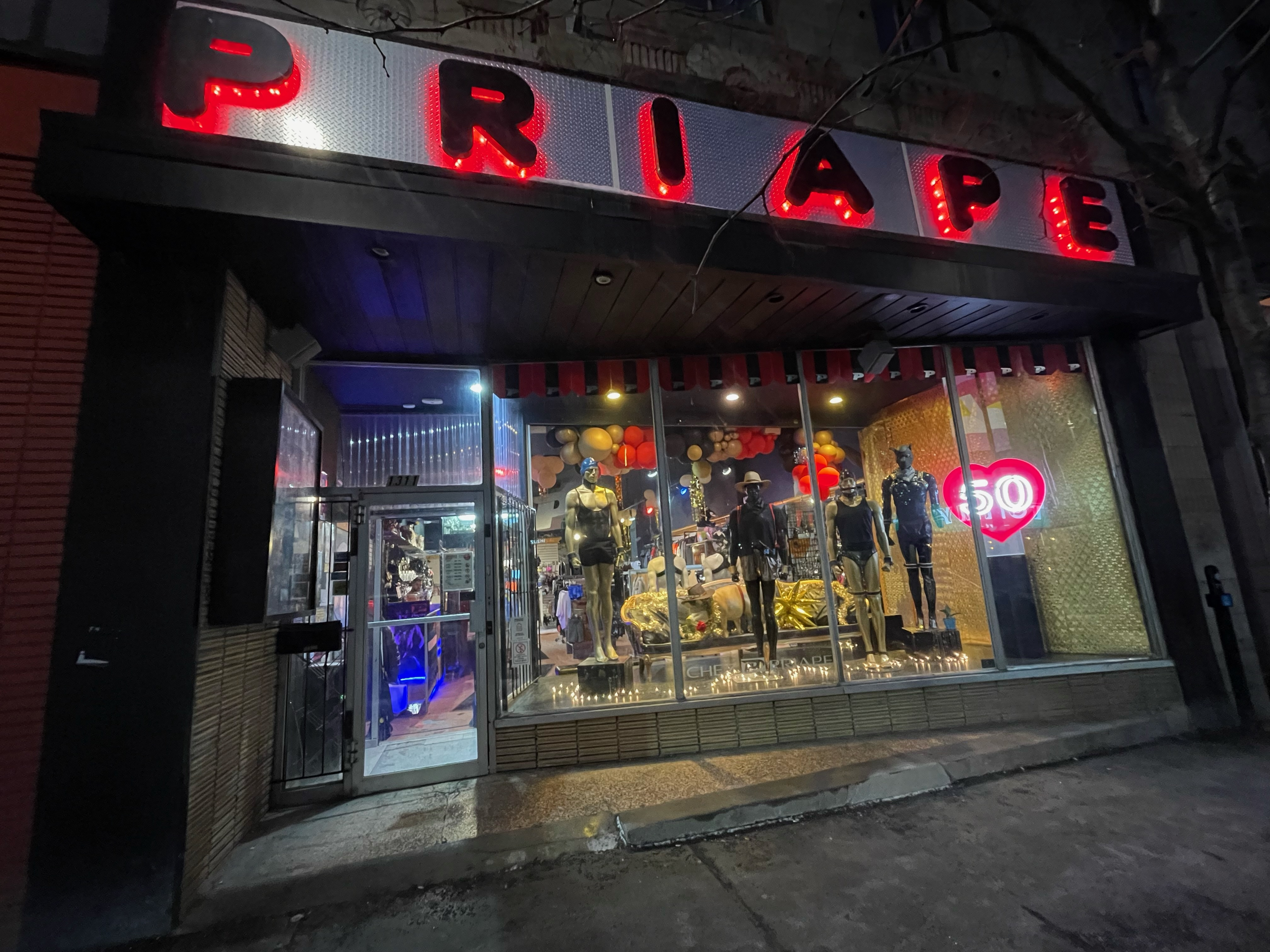
Vitrine célébrant les 50 ans de la boutique Priape au 1311 Rue Sainte-Catherine Est, Montréal.

### Fermeture des succursales
La société a déposé une demande de protection contre la faillite le 27 juin 2013. Ses quatre magasins répartis au Canada seront fermés le matin du 21 octobre 2013. Le 30 octobre, une audience de la Cour supérieure du Québec approuve une offre d'achat faite par l'ancien directeur général Denis Leblanc et le producteur de théâtre Stephen Pevner.
Le magasin phare de Montréal et le site Web Priape.com rouvrent sous les nouveaux propriétaires, tandis que les magasins de Toronto, Vancouver et Calgary resteront fermés. Or, d'autres commerces de ces villes proposent toujours des sélections de marchandises de la marque Priape.

### Controverse
En 2011, le magasin devient brièvement un sujet d'actualité internationale lorsque Greg Davis, alors maire de Southaven (Mississippi) est outé gai après qu'un audit financier de ses dépenses révèle des achats effectués dans un magasin Priape pendant un voyage d'affaires à Toronto,.